# Clematis rigoi
Clematis rigoi är en ranunkelväxtart som beskrevs av Wen Tsai Wang. Clematis rigoi ingår i släktet klematisar, och familjen ranunkelväxter. Inga underarter finns listade i Catalogue of Life.